# Secret Window
Secret Window is een film uit 2004 met in de hoofdrollen Johnny Depp en John Turturro. Hij werd geschreven en geregisseerd door David Koepp, en is gebaseerd op het verhaal Secret Window, Secret Garden (vertaald als: Het geheime raam) van Stephen King, uit de verhalenbundel Four past Midnight (vertaald als: Tweeduister). Deze film komt uit de studio's van Columbia Pictures en Sony Pictures.

## Verhaal
Nadat hij zijn vrouw betrapt heeft met een ander, zet Morton "Mort" Rainey zijn ietwat deprimerend leven verder in een huis diep in de bossen, tot er op een dag een vreemdeling voor zijn deur verschijnt. Deze man, John Shooter, beweert dat Rainey het verhaal Secret Window, Secret Garden van hem gestolen heeft en wil hiervoor verantwoording.
Rainey scheept de man af en beschouwt het voorval als een van de zovele die hij in het verleden al met fans heeft meegemaakt. Maar de sfeer wordt plots veel grimmiger wanneer Chico, de hond van Rainey, vermoord wordt met een schroevendraaier. Shooter lijkt hiervoor verantwoordelijk en laat daarmee zien dat het menens is. Hij wil absoluut het bewijs zien dat Rainey het verhaal eerst geschreven heeft en dus geen plagiaat heeft gepleegd.
Ondertussen wordt Rainey ook continu geconfronteerd met zijn vrouw en haar nieuwe vriend, die hem proberen te pushen de echtscheidingspapieren te ondertekenen. Langzaamaan begint hij te denken dat zij Shooter hebben ingehuurd om hem wat schrik aan te jagen.
Rainey huurt een privé-detective in om hem te beschermen tegen Shooter en zijn malafide praktijken. Als ook zijn detective wordt vermoord door Shooter beseft Rainey meer en meer dat hij Shooter niet kan stoppen. Na een lange zoektocht door Rainey's eigen verleden beseft hij dat Shooter zijn alter ego is dat voor hem wraak neemt op iedereen die zijn leven in de war heeft gebracht. Shooter is de gespleten persoonlijkheid van Rainey die hij heeft ontwikkeld uit zijn duister verleden. Rainey als Shooter vermoordt zijn ex-vrouw en haar vriend en begraaft hen zoals hij had geschreven in zijn boek.
Deze psychologische thriller eindigt met Rainey die nu volledig in bezit is genomen door zijn alter ego Shooter. Alle moorden blijven onopgelost en Rainey/Shooter leeft verder met zijn duister geheim in zich.

## Rolverdeling
- Johnny Depp - Morton "Mort" Rainey
- John Turturro - John Shooter
- Maria Bello - Amy Rainey
- Timothy Hutton - Ted Milner
- Charles S. Dutton - Ken Karsch
- Len Cariou - sheriff Dave Newsome
- Joan Heney - Mrs. Garvey
- John Dunn-Hill - Tom Greenleaf
- Vlasta Vrana - brandweerman Wickersham
- Matt Holland - rechercheur Bradley
- Gillian Ferrabee - Fran Evans
- Bronwen Mantel - Greta Bowie
- Elizabeth Marleau - Juliet Stoker
- Chico - Chico